# Clay County (Kentucky)
Clay County is een county in de Amerikaanse staat Kentucky.
De county heeft een landoppervlakte van 1.220 km² en telt 24.556 inwoners (volkstelling 2000). De hoofdplaats is Manchester.

## Bevolkingsontwikkeling

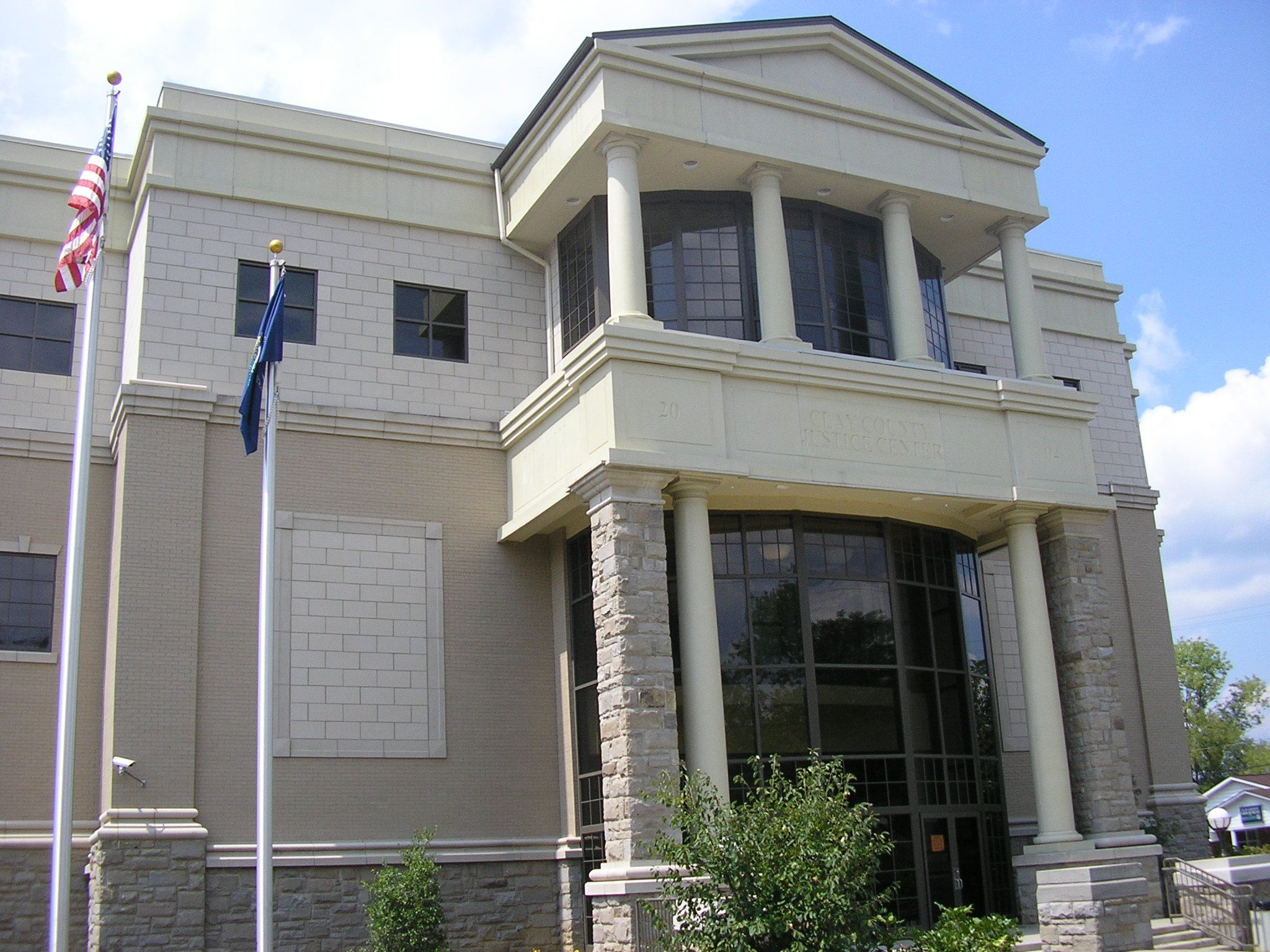
Clay County Courthouse in Manchester